# Wehrturner
Wehrturner waren paramilitärische Gruppierungen in der Ersten Republik Österreich, die zum Teil legal oder auch illegal eine militärische Ausbildung ihrer Mitglieder im Rahmen von Sportvereinen durchführten. Charakteristisch für Österreich war die Aufspaltung der Turnbewegung entsprechend den drei bestehenden politischen „Lagern“: dem sozialdemokratischen, dem christlichsozialen und dem „deutschvölkischen“ bzw. deutschnationalen Lager.

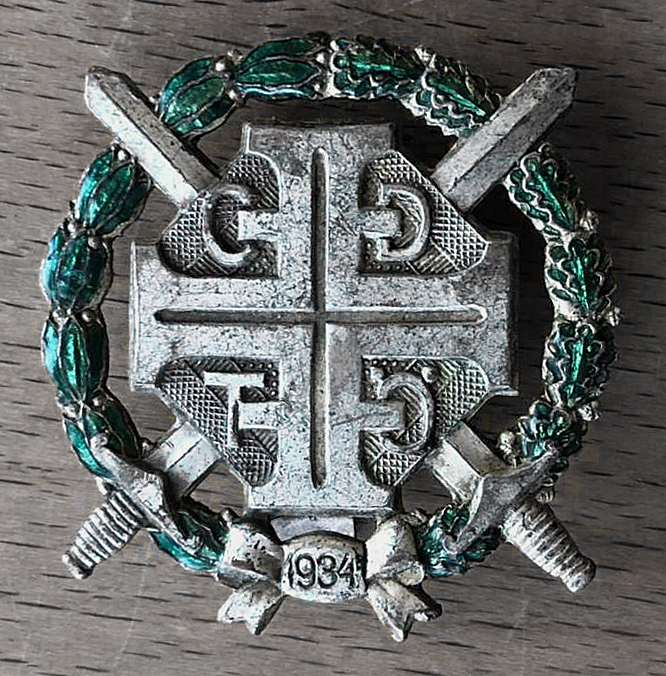
Emblem der CDTÖ aus 1934

## Einteilung in politische Lager
Als legale Wehrturner kann man die der Christlich-deutschen Turnerschaft Österreichs (CDTÖ) angehörenden Sportler ansehen, die auch als Assistenztruppe ins Freiwillige Schutzkorps eingegliedert wurden.
Illegal waren nach dem Verständnis des faschistischen Ständestaates die nach dem Verbot des Republikanischen Schutzbundes am 30. Mai 1933 durch sozialdemokratische Sport- und Schützenvereine weiterhin im Untergrund ausgebildeten Wehrturner. Der Republikanische Schutzbund, der einen Teil seiner Mitglieder aus den Arbeitersportlern rekrutierte, errichtete ab 1925 Wehrturnabteilungen bei den Arbeiterturnern und Arbeiterschützenvereinen (Ordnungsübungen, Handgranatenwerfen, Kartenlesen, Kleinkaliberschießen, Hindernisturnen). Um 1930 fanden sich unter den Sportarten im ASKÖ Kraftsport, Schießen und Wehrsport. Diese Übungen wurden nach dem Verbot des Republikanischen Schutzbundes am 30. Mai 1933 im Untergrund weitergeführt (vgl. Richard Bernaschek).

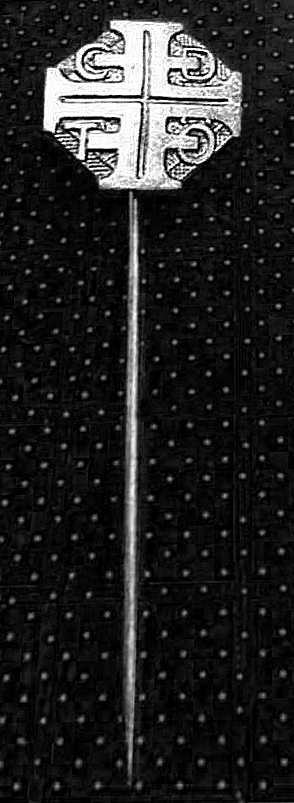
Abzeichen der CDTÖ

Obwohl nicht generell verboten, galten nach dem Betätigungsverbot für die NSDAP auch die so genannten „deutschvölkischen“ Turnvereine, deren Mitglieder oftmals Nationalsozialisten oder NS-Sympathisanten waren, als „regierungsfeindlich“ und standen unter Beobachtung.

## Überfall der Nationalsozialisten auf Christlich-deutsche Wehrturner
Bekannt geworden sind die christlich-deutschen Wehrturner durch einen von Nationalsozialisten auf sie verübten Handgranatenüberfall in Krems an der Donau am 19. Juni 1933. Diese Wehrturner hatten in Egelsee eine Waffenübung abgehalten, die sie auf zukünftige Assistenzeinsätze vorbereiten sollte. Beim Rückmarsch wurden auf die jungen Männer in einem Hohlweg in Alauntal bei Krems, drei Handgranaten geworfen. 30 Turner wurden dadurch verletzt, davon 17 schwer und zwei lebensgefährlich. Einer der lebensgefährlich Verletzten, Franz Blamoser, erlag seinen Verletzungen am 6. Juli 1933.
Als Täter wurden der 21-jährige SA-Scharführer Herbert Mosel und Adolf Weichselbaum, ein ehemaliger Zögling in der Besserungsanstalt im niederösterreichischen Eggenberg, identifiziert. Während Weichselbaum und andere Hintermänner nach Deutschland zur Österreichischen Legion flüchteten, wurde auf Antrag von Sicherheitsminister Fey ein Betätigungsverbot für die österreichische „NSDAP – Hitlerbewegung“, ihre Neben- und Unterorganisationen sowie den mit ihr paktierenden Steirischen Heimatschutz erlassen. Im Zusammenhang damit wurden am 21. Juni auch 43 „deutschvölkische“ Turnvereine behördlich aufgelöst. Der reichsdeutsche Landesleiter der NSDAP, Theo Habicht, wurde nach Deutschland abgeschoben. Damit war aber nicht das Ende des NS-Terrors erreicht, sondern dieser brach erst richtig los. Zudem wurde die Todesstrafe am 10. November 1933 wieder eingeführt und am 8. Juli 1934 auch auf Sprengstoffanschläge ausgeweitet.

Wehrturner in Kollerschlag vor dem Einsatz gegen die Österreichische Legion

## Assistenzeinsätze der Wehrturner
Bekannte Einsätze der Wehrturner im Rahmen der Assistenzeinsätze fanden im Abwehrkampf mit der Österreichischen Legion im Zuge des nationalsozialistischen Juliputsches statt.